# Nadine Girault
Pour les articles homonymes, voir Girault.
Nadine Girault, née le 2 mai 1959 à Saint-Louis (Missouri) et morte le 12 février 2023 à Val-David (Québec), est une gestionnaire et femme politique québécoise. 
De 2018 à 2022, elle est la députée caquiste de la circonscription provinciale de Bertrand à l'Assemblée nationale du Québec.

## Biographie
Née le 2 mai 1959 à Saint-Louis au Missouri, Nadine Girault est élue députée à l'Assemblée nationale du Québec lors des élections générales du 1er octobre 2018.
De 2018 à 2022, elle exerce les fonctions de ministre des Relations internationales et de la Francophonie dans le gouvernement de François Legault, concurremment avec celles de ministre de l'Immigration, de la Francisation et de l'Intégration entre le 22 juin 2020 et le 24 novembre 2021. Elle assume également le poste de ministre responsable de la région des Laurentides depuis le 9 octobre 2020.

### Maladie et départ
Le 30 août 2019, le premier ministre François Legault annonce par communiqué que Nadine Girault doit réduire ses activités jusqu'au 17 septembre pour des raisons de santé. Lors de son retour, celle-ci déclare être atteinte d'un cancer du poumon.
Le 8 septembre 2021, c'est une blessure au dos qui l'oblige à déléguer ses responsabilités ministérielles aux ministres Geneviève Guilbault et Jean Boulet,. Après un retour le 5 octobre, elle doit de nouveau céder ses responsabilités aux ministres Guilbault et Boulet jusqu'en janvier 2022 parce qu'elle doit subir une intervention chirurgicale. C'est finalement un quatrième arrêt de travail le 12 juillet 2022 qui la pousse à également déclarer qu'elle ne sollicitera pas un nouveau mandat lors des élections du 1er octobre 2022. Nadine Girault est morte le 12 février 2023 du cancer du poumon qu’elle combattait depuis trois ans .

## Résultats électoraux
|                                                                                               | Nom                | Parti               | Nombre de voix | %      | Maj.  |
| --------------------------------------------------------------------------------------------- | ------------------ | ------------------- | -------------- | ------ | ----- |
|                                                                                               | Nadine Girault     | Coalition avenir    | 13 867         | 41,5 % | 6 052 |
|                                                                                               | Gilbert Lafrenière | Parti québécois     | 7 815          | 23,4 % | -     |
|                                                                                               | Mylène Jaccoud     | Québec solidaire    | 6 047          | 18,1 % | -     |
|                                                                                               | Diane de Passillé  | Libéral             | 4 471          | 13,4 % | -     |
|                                                                                               | Natacha Alarie     | Vert                | 613            | 1,8 %  | -     |
|                                                                                               | Kathy Laframboise  | Conservateur        | 261            | 0,8 %  | -     |
|                                                                                               | Benoît Pigeon      | Citoyens au pouvoir | 197            | 0,6 %  | -     |
|                                                                                               | Benoit Martin      | Parti libre         | 107            | 0,3 %  | -     |
| Total                                                                                         | Total              | Total               | 33 378         | 100 %  |       |
| Le taux de participation lors de l'élection était de 67,6 % et 530 bulletins ont été rejetés. |                    |                     |                |        |       |